# Mravlja kiselina
Mravlja kiselina (ili metanska kiselina) najjednostavnija je karboksilna kiselina kemijske formule HCOOH. To je bistra bezbojna tekućina oštra prirodna mirisa. Na koži uzrokuje mjehuriće, koža pocrveni i razvijaju se bezopasni plikovi. Sama se oksidira s CO2 i H2O. Luče je mravi, po čemu je i dobila ime. Nalazi se u žalcu mrava i pčela, u znoju, mokraći, meduzi, gusjenici te u nekim biljkama (kopriva). Njezine se pare na zraku mogu zapaliti, a smjesa je kiseline (s volumnim udjelom 14 do 33%) i zraka eksplozivna. S vodom stvara azeotropnu smjesu (77,5% kiseline) koja vrije na 107,3 °C. Zagrijavanjem mravlje kiseline s koncentriranom sumpornom kiselinom dobiva se ugljikov monoksid (CO).
Mravlja kiselina jaka je i reducirajuća organska kiselina; otapa mnoge metale, a potom se razvija vodik i nastaju njezine soli, formijati. Latinski naziv za mravlju kiselinu je acidum formicum pa se zato njezine soli nazivaju formijati. Jako je redukcijsko sredstvo (prema Tollensovom i Fehlingovom reagensu).
Dobiva se kao sporedni proizvod u proizvodnji octene kiseline, a rabi se u kožarstvu i proizvodnji kaučuka, za bojenje vune, konzerviranje voćnih sokova i silažu krme. To je danas najjeftinija organska kiselina pa se u tehnologiji sve više upotrebljava umjesto drugih organskih kiselina (formamid).